# Nemoria rubromarginaria
Nemoria rubromarginaria là một loài bướm đêm trong họ Geometridae.